# Новогригорівка (Благодатненська сільська громада)
Новогриго́рівка — село в Україні, у Благодатненській сільській громаді Первомайського району Миколаївської області. Населення становить 382 особи.

## Історія
Довкола села розміщуються 5 курганів, що є археологічними пам'ятками Гранітно-степового Побужжя (III тис. до н. е. — І тис. н. е.). Село є найвищим населеним пунктом Миколаївщини над рівнем моря (180–194м). На захід від села за козацьких часів пролягав чумацький Кучманський шлях.
Виникнення поселення Новогригорівка припадає на 1864–1865 роки, за однією з версій завдяки побудові залізниці Ольвіополь-Знам'янка (1863), що пролягає поблизу села, за іншою — завдяки пастухам, що випасали найману худобу у дикому степу Північного Причорномор'я і організували постійні зимівники для худоби на вододілі річок Чорний Ташлик і Корабельна. У 1864 році на теренах тодішнього Херсонського земства відмічається загибель урожаю від сарани та голодовка, про що свідчить давній цвинтар в межах Новогригорівки і закладений там фундамент церкви.
Офіційно село засноване у 1895 році переселенцями з Полтавщини. Першими поселенцями з сім'ями в Новогригорівці були: Тимченки, Маліни, Санковські, Марусенки, Островські, Мельниченки, Холодовські, Волянські, Денисюки, Мущинські, Диденки, Янченки, Ходаковські, Фоміни, Волощуки, Заремби, Дудченки, Вергулянці, Єфременки, Руснаки, Гончаруки, Цимбалюки, Папіровські, Єрмаки, Кардівари, Дьяченки, Самойленки, Ковалевські, Владимирові, Зеленюки, Савченки, Корницькі, Демьянюки, Будулаки, Оніщенки.
Після скасування кріпосного права в 1861 році багато найманців працювали на випасі худоби у вільних землях, а територія між с. Воєводським та с. Лисою Горою саме такою і була. На захід від села в часи козацтва пролягав чумацький Кучманський шлях. Існує легенда про першу криницю та першу землянку викопану Гандембулом. І на честь свого сина Григорія, батько назвав стан зимівлі худоби, який з часом переріс у поселення з назвою Новогригорівка.
До 1917 року це було успішне поселення, яке мало свою філію банку, земську школу, на той час сучасні знаряддя сільськогосподарського обробітку землі та засоби переробки вирощеної продукції. Житло будувалося із верхових саманових хат. Село налічувало більше десятка повноцінних вулиць та до десятка провулків. Під час революції 1917 року селяни потрапили у бій з червоноармійським бронепоїздом, від чого третина населення загинула — хто від кулеметних куль, хто від набігу у село червоноармійської кінноти. Зменшилась кількість жителів і в роки колективізації та голодомору. В пам'ять про ті події в Новогригорівці встановлено пам'ятний знак «Загиблим у 1919–1933 роках».

Тракторна бригада 1940 рік. Новогригорівка. Арбузинського району. Миколаївської області

З початком німецько-радянської війни сотні новогригорівців пішли на фронт. Частина призовників загинула по прибутті в Благодатнівський військкомат після бомбардування німецькою авіацією у 1941 році. Під час окупації Новогригорівки в селі розміщувалися німецькі та австрійські підрозділи. 20 березня 1944 року Новогригорівка була зайнята військами Другого Українського фронту. З війни не повернулося 94 новогригорівця.
В 1960-х роках на території старого кладовища радянськими військами було розміщено ракетну точку; як наслідок, було знищене кладовище 1864 року.
В повоєнні часи новогригорівське колгоспне господарство ім. Калініна вирощувало багаті урожаї, м'ясомолочну продукцію і було представлене на Всесоюзній виставці досягнень народного господарства. Після того, як господарство було приєднане, згідно плану укрупнення, до Воєводського, настали часи неперспективного розвитку. Лише в кінці 1980-х, коли стала можливість працювати окремо від центральної садиби тодішнього колгоспу, село стало розбудовуватися, дороги були заасфальтовані, проведено телефонний зв'язок, збудовано низку виробничих та соціальних об'єктів. В 2005 році колективне господарство перестало існувати.

### Новогригорівська школа
У 1912 році в селі відкрилася двокласна земська школа. Школа призначалась для навчання селянських підлітків арифметики, абетки, письму. У 1908 році в хаті сільського банкіра Малини відкрилися заняття по математиці і письму. Малина здавала половину будинку, де і навчалися діти (місце зливання вулиць Штундівської і Брушківської). Місце під забудову школи було визначене на перетині вулиць Голопузівської, Горішньої і Прогону (шлях, який сполучав по центру села паралельні вулиці).
З 1914 року школа стала чотирикласною. Першими учителями школи були: Романенко Юхим Никифорович, Правда Надія Тарасівна, Анастасія Захарівна та Варвара Миколаївна. Першими учнями школи були: Рибальченко Іван, Плотніченко Макар, Корніцкий Олександр, Холодовський Василь, Катерина Янковська.
В роки Другої світової війни в приміщенні школи розміщувалась канцелярія, а також конюшня керівного складу підрозділу німецької влади.
Станом на 2016 рік в школі навчається 25 учнів.

## Адміністративно-територіальне підпорядкування
До 1920 року адміністративна одиниця Лисогірської волості Єлисаветградського повіту Херсонської губернії.
1920 — 1923 адміністративна одиниця Новогригорівської сільської ради Лисогірської волості Первомайського повіту Одеської губернії.
1923 — 1932 адміністративна одиниця Новогригорівської сільської ради Благодатнівського району Первомайського округу.
1932 — 1937 адміністративна одиниця Новогригорівської сільської ради Благодатнівського району Одеської області.
У 1937 — 1944 адміністративна одиниця Новогригорівської сільської ради Благодатнівського району Миколаївської області.
З 05.12.1944 до 21.01.1959 адміністративна одиниця Новогригорівської сільської ради Лисогірського району Миколаївської області.
З 1959 адміністративна одиниця Воєводської сільської ради Арбузинського району Миколаївської області.
З 1990 адміністративна одиниця Новогригорівської сільської ради Арбузинського району Миколаївської області.

## Підприємства
- СГЗАТ «Новогригорівське»;
- Спілка співвласників громадської худоби;
- Відділення 55321 Укрпошти;
- Відділення Ощадбанку України;
- АТС;
- Фельдшерсько-акушерський пункт;
- Два приватних продуктових магазини — «Фортуна» та магазин виносної торгівлі.

## Освіта і культура
В Новогригорівці відбувається Щорічний конкурс українських гумористичних мініатюр Василя Купала (час проведення — 7-8 липня). Автор конкурсу — Юдов Василь Михайлович. Призовий фонд конкурсу та головний приз «Золотий ґудзик» засновано на честь Катерини Андріївни Волянської, яка понад 45 років працювала вчителькою сільської школи і залишила свій слід у історії Новогригорівки.
Серед культурних та освітніх об'єктів у селі є:
- Дев'ятирічна школа (загальноосвітня школа І-ІІ ступенів ім. К. А. Волянської;[5])
- Дошкільний навчальний заклад «Веселка»;
- Сільський клуб;
- Бібліотека-філія Арбузинської ЦБС;
- Пам'ятний обеліск «Загиблим воїнам-односельчанам»;
- Пам'ятний знак «Загиблим у 1919–1933 р.р.»;
- Церковна каплиця Святого Георгія, яка була освячена в чергову річницю Хрещення Київської Русі (2012).[6]

## Вулиці
- Центральна
- Джерельна
- Космонавтів
- Шкільна
- Поперечний провулок
- Степова

## Голови сільської ради
- Кондратюк Олександр Миколайович (1990–1998)
- Білявська Ніна Василівна (1998–2006)
- Папіровська Світлана Валеріївна (2006–2010)
- Заремба Олена Іванівна (2010–2010)
- Воронцова Тетяна Іванівна (2010-) п.ч.

## Населення

### Мова
Розподіл населення за рідною мовою за даними перепису 2001 року:
| Мова       | Кількість | Відсоток |
| ---------- | --------- | -------- |
| українська | 359       | 93.98%   |
| російська  | 16        | 4.19%    |
| румунська  | 6         | 1.57%    |
| білоруська | 1         | 0.26%    |
| Усього     | 382       | 100%     |

## Відомі земляки
- Онищенко Михайло Тихонович — учасник бойових дій під час Другої світової війни. Орденоносець.[8]
- Волянська Катерина Андріївна — вчителька, її ім'я носить місцева школа.
- Волянський Алім Леонідович — віце-адмірал флоту.
- Волянський Юрій Леонідович — український вчений у галузі мікробіології та імунології, доктор медичних наук, професор, заслужений діяч науки і техніки України, директор Інституту мікробіології та імунології ім. І. І. Мечникова
- Юдов Василь Михайлович — поет, письменник, художник. Твори: «Казки літнього саду», «Зорі П-резидентів», «G A L A L A Y»
- Яворський Леонід Федорович — художник. Твори: «Вид на Запоріжсталь» (1960), «Форт Байди» (1964), «Синій Дніпро» (1969) та ін.
- Санковський Анатолій Трохимович — колишній керівник Миколаївської облспоживспілки, заслужений працівник торгівлі СРСР.

## Фотогалерея

Пам'ятник загиблим односельчанам 1941-1945
Пам'ятник жертвам Голодомору 1932-33
Новогригорівська школа імені К. Волянської
Волянська Катерина Андріївна
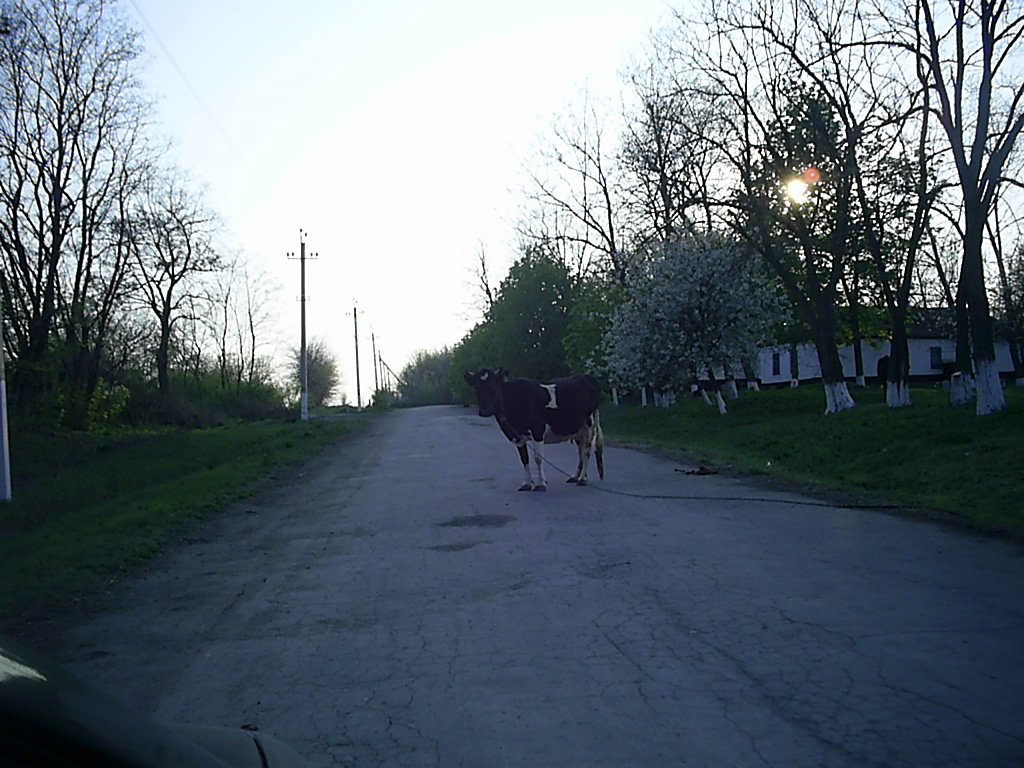
Новогригорівська вулиця
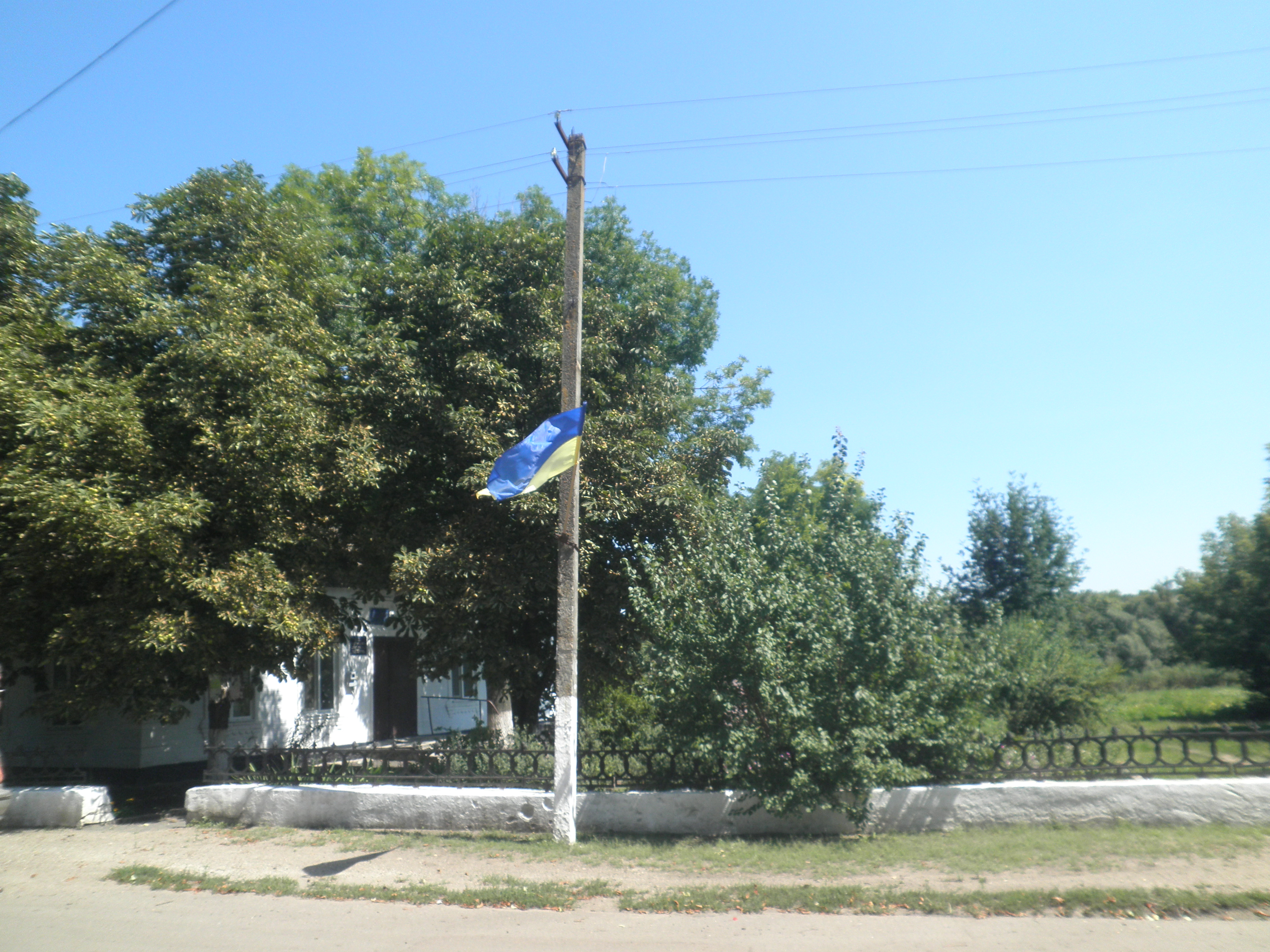
Новогригорівський старостат